# Saaristoa
Saaristoa is een geslacht van spinnen uit de familie hangmatspinnen (Linyphiidae).

## Soorten
De volgende soorten zijn bij het geslacht ingedeeld:
- Saaristoa abnormis (Blackwall, 1841)
- Saaristoa ebinoensis (Oi, 1979)
- Saaristoa firma (O. P.-Cambridge, 1905)
- Saaristoa nipponica (Saito, 1984)
- Saaristoa sammamish (Levi & Levi, 1955)